# أذن الفأر الجانبي
أذن الفأر الجانبي (الاسم العلمي:Myosotis secunda) هو نوع من النباتات يتبع جنس أذن الفأر من الفصيلة الحمحمية.